# Alexa Davalos
Pour les articles homonymes, voir Davalos et Dunas.
 (juin 2017).
Si vous disposez d'ouvrages ou d'articles de référence ou si vous connaissez des sites web de qualité traitant du thème abordé ici, merci de compléter l'article en donnant les références utiles à sa vérifiabilité et en les liant à la section « Notes et références ».
Alexa Davalos Dunas, dite Alexa Davalos, née le 28 mai 1982 à Paris 16e, est une actrice et un mannequin, de nationalités française et américaine.

## Biographie
Alexa Davalos Dunas est née le 28 mai 1982 à Paris 16e. Elle est la fille du photographe américain Jeff Dunas (en) et de l'actrice américaine Elyssa Davalos, et la petite-fille de l'acteur Richard Davalos qui joua aux côtés de James Dean dans À l'est d'Éden.
Elle a passé une grande partie de son enfance dans le sud de la France, mais aussi en Italie aux côtés de ses parents. Elle commence alors sa carrière dans le mannequinat mais préfère se tourner vers le monde du cinéma.
Elle débute en tant qu'actrice en faisant une petite apparition dans la série intitulée Les Années campus. Puis, elle se fait connaître du grand public grâce à son interprétation dans Angel, dans le rôle de Gwen Raiden. Elle y fera trois apparitions.
En 2002, elle tourne dans le court-métrage The Ghost of F. Scott Fitzgerald où elle tient le rôle de Bess Gunther et tourne l'année suivante aux côtés d'Antonio Banderas dans le téléfilm Pancho Villa.
Après plusieurs rôles à la télévision, elle se fait connaître au cinéma en 2004, en interprétant le personnage de Kyra dans Les Chroniques de Riddick avec Vin Diesel comme partenaire.
En 2007, elle tourne sous la direction de Frank Darabont (La Ligne Verte) dans The Mist, adaptation de la nouvelle Brume de Stephen King, aux côtés notamment de Thomas Jane, Marcia Gay Harden et Laurie Holden.
L'année suivante, elle interprète Lilka, une réfugiée juive, dans Les Insurgés, avec Daniel Craig.
En 2010, elle joue Andromède aux côtés de Sam Worthington et Liam Neeson dans Le Choc des titans de Louis Leterrier.
En 2013, elle retrouve le réalisateur Frank Darabont, après The Mist, avec la série Mob City.
Entre 2015 et 2019, elle tient le rôle principal de la série télévisée Le Maître du Haut Château.
En 2019, elle est présente dans la saison 2 de la série The Punisher où elle incarne Beth durant quelques épisodes.
De 2021 à 2023, elle joue le rôle de l'agent spécial du FBI, Kristin Gaines dans la série Most Wanted Criminals. Le 8 août 2023, on apprend qu'elle quitte la série après la cinquième saison.

### Vie privée
Alexa Davalos est en couple depuis le 19 mai 2019 avec l'acteur Josh Stewart qu'elle a rencontré sur le tournage de The Punisher.

## Filmographie

### Longs métrages
- 2004 : Les Chroniques de Riddick (The Chronicles of Riddick) de David Twohy : Kyra
- 2007 : Feast of Love de Robert Benton : Chloe Barlow
- 2007 : The Mist de Frank Darabont : Sally
- 2008 : Les Insurgés (Defiance) d'Edward Zwick : Lilka
- 2010 : Le Choc des titans (Clash of the Titans) de Louis Leterrier : Andromède

### Courts métrages
- 2002 : The Ghost of F. Scott Fitzgerald de Charles Lyons : Bess Gunther

### Séries télévisées
- 2002 : Les Années campus (Undeclared) (1 épisode) : Susan
- 2002 - 2003 : Angel (3 épisodes) : Gwen Raiden
- 2005 - 2006 : Réunion : Destins brisés (Reunion) (13 épisodes) : Samantha Carlton
- 2007 : Raines (1 épisode) : Sandy Boudreau
- 2013 : Mob City (6 épisodes) : Jasmine
- 2015 - 2019 : Le Maître du Haut Château (The Man in the High Castle) (40 épisodes): Juliana Crain
- 2019 : The Punisher (2 épisodes) : Beth
- 2021 - 2023 : Most Wanted Criminals (44 épisodes) : Kristin Gaines

### Téléfilms
- 2002 : Untitled Secret Service Project de Rupert Wainwright : Eliza Randolph
- 2003 : Pancho Villa (And Starring Pancho Villa as Himself) de Bruce Beresford : Teddy Sampson
- 2006 : Parlez-moi de Sara (Surrender, Dorothy) de Charles McDougall : Sara